# Ayaan Hirsi Ali
Ayaan Hirsi Ali (nacida Ayaan Hirsi Magan, Mogadiscio, Somalia, 13 de noviembre de 1969) es una activista somalí-neerlandesa-estadounidense, escritora y expolítica neerlandesa. Es feminista y una de las críticas más severas de la mutilación genital femenina. Fue una de las activistas ateas más importantes de los últimos años, hasta su conversión al cristianismo en noviembre de 2023.
En 2003 se postuló para diputada al parlamento neerlandés, como candidata del Partido Popular por la Libertad y la Democracia (liberal-conservador). Una crisis política relacionada con la validez de su ciudadanía neerlandesa llevó a su dimisión del parlamento, e indirectamente a la caída del segundo gabinete de Balkenende en 2006.
Ali es una de las más célebres y radicales críticas del islam, y ha insistido en que dicha religión necesita urgentemente una reforma en profundidad. En 2004 colaboró en la realización un cortometraje junto con Theo van Gogh, titulado Submission. Esta película trata sobre la opresión de las mujeres bajo el islam. La película provocó polémica y ambos realizadores fueron amenazados de muerte, y Van Gogh fue efectivamente asesinado ese mismo año por Mohammed Bouyeri, hijo de inmigrantes marroquíes. En una entrevista de 2007 Ali declaró, "Estamos en guerra contra el Islam. Y en las guerras no puede haber medias tintas". "Y es contra el Islam en su totalidad. Una vez que éste haya sido derrotado, podrá convertirse en algo más pacífico de lo que es ahora. Pero ahora mismo es muy problemático hablar de paz. A ellos no les interesa la paz ... Llega un momento en que aplastas a tu enemigo". Según ella el problema no radica solamente en una pequeña minoría de exaltados dentro del islam, sino que, al contrario, el problema lo plantea el islam mismo. Negó terminantemente que la mayoría de los musulmanes fuese "moderada" y afirmó que los musulmanes deben transformar radicalmente su religión. En su último libro Heretic (2015) moderó sus opiniones sobre el islam y ahora pide una reforma de la religión apoyando a los musulmanes reformistas.
En 2005, la revista Time la nombró una de las  100 personas más influyentes en el mundo. También ha recibido varios premios, entre ellos el premio a la libertad de expresión del periódico danés Jyllands-Posten, el premio del Partido Liberal sueco, y el Premio al Valor Moral por su compromiso con la resolución de conflictos, la ética y la ciudadanía mundial. Hirsi Ali ha publicado dos autobiografías: una en 2006 y la otra en 2010.
Emigró a los Estados Unidos, donde ingresó en el American Enterprise Institute. Fundó la organización de derechos de la mujer AHA Foundation. Se naturalizó ciudadana estadounidense en 2013 y ese mismo año entró a formar parte de la Facultad de Ciencias Políticas [John F. Kennedy School of Government] Escuela de Gobierno John F. Kennedy de la Universidad de Harvard y del The Future of Diplomacy Project del Centro Belfer. Está casada con el historiador y comentarista público escocés Niall Ferguson.

## Biografía

### Juventud
Hirsi Ali nació en Somalia en una familia islámica de la tribu Daro. Su padre, Hirsi Magan Isse, tenía cinco hijos y una hija con cuatro mujeres y era un oponente del dictador somalí Mohamed Siad Barre. A pesar de que su padre, que estudió en Italia y en Estados Unidos, se oponía a la ablación, su abuela le practicó la extirpación del clítoris cuando ella tenía cinco años mientras su padre se encontraba en el extranjero.
A raíz de la guerra civil en Somalia, en la que su padre se vio involucrado, su familia se vio obligada a abandonar el país. Primero huyeron a Arabia Saudita y más adelante a Etiopía y finalmente llegaron a Kenia. En Kenia estudió en un colegio de lengua inglesa, el Instituto Nairobi de Jóvenes Musulmanas, donde se vio muy influenciada por su profesora Aziza, una fundamentalista islámica. Durante la guerra entre las Repúblicas de Irak e Irán fue seguidora de los Hermanos Musulmanes, vistió de acuerdo con los códigos del hiyab y deseó convertirse en una mártir del islam.

### Carrera prepolítica
En 1992, el padre de Hirsi Ali acordó un matrimonio con un primo lejano que residía en Canadá, al que ella nunca había conocido. Tendría que haber viajado a Canadá con ayuda de familia que tenía en Düsseldorf y Berlín, pero al llegar a Alemania decidió tomar el tren hacia Holanda en vez de volar a Canadá.
Al llegar a los Países Bajos, solicitó asilo político y consiguió un permiso de residencia por razones humanitarias, a pesar de que al haber llegado a Alemania tendría que haber solicitado asilo en el país germano. Para evitar ser localizada al inscribirse, dio otro nombre y otra fecha de nacimiento. Desde entonces usaría el apellido Hirsi Ali en vez de Hirsi Magan.
Cuando recibió el permiso de asilo tuvo varios trabajos breves, desde limpieza a clasificación de correo. En ese periodo tomó clases de neerlandés y un curso de trabajo social. Después continuó estudiando Ciencias Políticas en la Universidad de Leiden hasta el año 2000. Entre los años 1995 y 2001 trabajó como intérprete y traductora independiente, principalmente para el servicio nacional de inmigración y también como trabajadora social para refugios de mujeres maltratadas. Gracias a esos trabajos consiguió conocer el funcionamiento del sistema de inmigración neerlandés. Fue muy crítica con las formas en las que el sistema trataba a los solicitantes de asilo, que favorecía a los solicitantes educados sobre los menos formados.
Hirsi Ali habla seis idiomas: inglés, somalí, árabe, suajili, amhárico y neerlandés.

### Carrera política
Después de obtener un máster en Ciencias Políticas, Hirsi Ali se convirtió en miembro de la Fundación Wiardi Beckman, un instituto científico vinculado con el Partido del Trabajo (PvdA, de tendencia socialdemócrata). Inspirada por el Manifiesto ateo de Herman Philipse, filósofo de Leiden, Hirsi Ali abandonó el islam. Durante este periodo inició su crítica a la cultura islámica, que plasmó en el libro De Zoontjesfabriek. Hizo una aparición en televisión —que causó sensación por su elocuencia y firmeza—, en la que calificó el islam de «retrógrado».  Empezó entonces a recibir las primeras amenazas de muerte.
Tras algunos desacuerdos con el PvdA, particularmente por las políticas de inmigración que defendía su partido, basadas en la idea del multiculturalismo, en noviembre de 2002 Ayaan Hirsi Ali abandonó el partido socialdemócrata neerlandés. Ella explicó que, a su juicio, la política multiculturalista «mantiene las normas que tienen sojuzgadas a las mujeres inimigrantes, e impiden su verdadera emancipación». Inició su acercamiento al Partido Popular por Libertad y Democracia (VVD), el partido liberal de la derecha, y durante su exilio colaboró con dicho partido como asistente, entre noviembre de 2002 y enero de 2003. Tras su regreso a los Países Bajos se presentó a las elecciones con el VVD y fue elegida diputada en enero de 2003.
En 2004, guionizó el film Sumisión, producido por Theo Van Gogh.
En 2006 Dutch TV emitió un documental en el que se demostraba que Hirsi Ali había mentido para conseguir asilo ya que ella y su familia vivían en Kenia (y no en Somalia como se había dicho) desde hacía diez años cuando ella decidió emigrar. Además varios de sus parientes negaron que hubiera huido de  un matrimonio concertado. El documental también cuestionaba que su familia fuera religiosa.
Tras el escándalo, Hirsi Ali renunció a su escaño y se mudó a Estados Unidos para trabajar con el American Enterprise Institute, un think tank conservador.
El terrorista neonazi Anders Breivik expresó en su manifiesto su admiración por Ayaan Hirsi Ali.

## Religión
Nacida en una familiar musulmana, la introducción de los Hermanos Musulmanes en Nairobi, en 1985, la llevó a una práctica rigurosa de la religión musulmana. En 2001, aunque aún se consideraba musulmana comprendió la necesidad de condenar los atentados del 11 de septiembre. Un año después, la lectura de la conferencia de Bertrand Russell, "Why I am Not a Christian"  (Por qué no soy cristiano) le condujo al ateísmo. Era considerada una de las figuras más importantes del nuevo ateísmo, siendo comparada con Richard Dawkins, Bertrand Russell y Sam Harris.
Veinte años después, en su artículo "Why I am now a Christian" (Por qué ahora soy cristiana), publicado en UnHerd el 11 de noviembre de 2023, Ayaan Irsi explica qué le ha llevado a ser cristiana. Resaltando lo que ella llama "los peligros a los que se enfrenta la civilización occidental": el autoritarismo y expansionismo del Partido Comunita Chino y de la Rusia de Putin, y la difusión de la ideología woke.

La respuesta de que "¡Dios está muerto!" parece insuficiente. También lo es el intento de encontrar consuelo en “el orden internacional liberal basado en reglas”. Creo que la única respuesta creíble reside en nuestro deseo de defender el legado de la tradición judeocristiana.
Ese legado consiste en un elaborado conjunto de ideas e instituciones diseñadas para salvaguardar la vida, la libertad y la dignidad humanas, desde el Estado nacional y el estado de derecho hasta las instituciones de ciencia, salud y aprendizaje
Ayaan Hirsi Ali, "Why I am now a Christian"

## Visión política
Los planteamientos políticos de Hirsi Ali han sido inspirados principalmente por su transformación personal de musulmana a atea liberal. Hirsi Ali es muy crítica con el islam, especialmente con el profeta Mahoma y con la posición de la mujer en la sociedad islámica.

### Mahoma
Sus críticas a Mahoma, el fundador del Islam, se refieren principalmente a su estatura moral. En enero de 2003 afirmó al periódico neerlandés Trouw: «Según los criterios occidentales, Mahoma era un pervertido». Se refirió principalmente al matrimonio entre Mahoma (de 52 años), y Aisha, que tenía 9 años según el hadith. Esta declaración produjo nuevas amenazas de muerte e incluso motivó una carta de protesta de 21 países islámicos que exigían una disculpa «por insultar a los 1500 millones de musulmanes del mundo», a lo que se negó.

### Islam
Hirsi Ali es muy crítica con la posición de la mujer en el islam, con las prácticas de mutilación sexual que se llevan a cabo en diversos países africanos y con los castigos que se imponen a las personas homosexuales y adúlteras en los países que se rigen por la sharia (ley islámica).
Escribió el guion para el cortometraje Submission (‘sumisión’, que es lo que significa islam en árabe), realizado por el controvertido cineasta liberal Theo van Gogh. Sumisión, que aborda el tema de violencia contra las mujeres en las sociedades islámicas, se emitió por televisión y provocó gran indignación entre los musulmanes neerlandeses, que la tacharon de «blasfema». La película muestra a cuatro mujeres maltratadas y semidesnudas cuyos cuerpos han sido caligrafiados con textos denigrantes contra la mujer, extraídos del Corán. Van Gogh, que pese a las amenazas de muerte recibidas eludía la protección policial, fue asesinado poco después por un islamista neerlandés de origen marroquí en plena calle. Hirsi Alí, que sí dio crédito a las amenazas, se escondió y salvó su vida. En el cadáver del director, clavada con un cuchillo en su pecho, el asesino dejó una larga carta firmada «en nombre de Alá» y dirigida expresamente a Hirsi Ali que incluía amenazas a los gobiernos occidentales, a los judíos, a los no creyentes y por supuesto a la propia Hirsi Ali, destinataria del macabro manifiesto.
Ayaan Hirsi Ali también ha expuesto su visión del Islam de forma no relacionada con cuestiones de género, llegando a afirmar que "el problema del islam es que no hay sitio para el 'uno mismo', no hay sitio para el individuo".

### Libertad de expresión
Hirsi Ali es una gran defensora de la libertad de expresión. En una conferencia que dio en Berlín en 2006 defendió el derecho a ofender, justo después de la polémica formada a raíz de la publicación de las caricaturas de Mahoma. Condenó a los periodistas de los periódicos y canales de televisión que no mostraron las caricaturas, llamándolos «mediocres de mente» y acusándolos de ocultarse tras los términos «responsabilidad» y «sensibilidad». Alabó, en cambio, a los que en toda Europa publicaron las caricaturas.

## Premios y honores
Ha recibido numerosos premios y reconocimientos internacionales por su defensa de la libertad, la tolerancia y los derechos humanos. En marzo de 2005 Hirsi Ali recibió el Premio a la Tolerancia otorgado por la Comunidad de Madrid. Por su parte, el miembro del Parlamento noruego Christian Tybring-Gjedde la nominó para el Premio Nobel de la Paz del 2006. También recibió el Premio Simone de Beauvoir en 2008.

## Obras
- 2002 - De zoontjesfabriek
- 2004 - De Maagdenkooi
- 2006 - Mijn Vrijheid, de autobiografie Uitgeverij Augustus
- 2008 - Adan & Eva (con Anna Gray, ilustraciones de Fiel van der Veen) libro para niños
- 2010 - Nomade
- 2015 - “Reformemos el islam”.
- 2021 - “Presa: la inmigración, el islam y la erosión de los derechos de la mujer”.

### En español
- Submission part 1 (‘Sumisión’). Guion para un cortometraje que realizó Theo Van Gogh sobre la violencia contra las mujeres en las sociedades islámicas.
- Yo acuso: defensa de la emancipación de las mujeres musulmanas. Barcelona: Galaxia Gutenberg, 2006. ISBN 84-8109-578-8. Recopila sus polémicos discursos y ensayos, en los que expone sus opiniones críticas con el relativismo moral, reivindica una época ilustrada para el islam y solicita que Occidente ayude activamente a promoverla. También ofrece diez consejos para las mujeres que quieran liberarse del Islam e incluye el guion de Sumisión.
- Aayan Hirsi Ali: mi vida, mi libertad (autobiografía). Barcelona: Galaxia Gutenberg, ISBN 978-84-8109-65-4.